# Аминова, Елена Анатольевна
Елена Анатольевна Аминова (род. 29 декабря 1949, Новоград-Волынский, Житомирская область) — советская и российская актриса театра и кино, кинорежиссёр, педагог, журналистка; заслуженная артистка Украинской ССР (1979).

## Биография
Елена Аминова родилась 29 декабря 1949 года в Новограде-Волынском в семье врачей (её отец и дед были хирургами). Отец играл на скрипке, рисовал, в том числе неплохо копировал Ивана Айвазовского. В детстве жила с родителями в Ленинграде, в школу пошла в Карелии.
Елена Аминова окончила факультет журналистики в Киевском государственном университете, работала корреспондентом отдела культуры в газете «Киевская правда».
В 1973 году окончила Киевский государственный институт театрального искусства им. И. Карпенко-Карого (курс В. А. Нелли-Влада), после чего три года работала в Драматическом театре Северного флота в городе Мурманске, с 1976 года по 1990 годы — актриса Одесского русского драматического театра им. А. Иванова. Преподавала актёрское мастерство в Одесской театральной студии «Эксперимент» (художественный руководитель Олег Табаков).
В 1991 году переехала в Москву. Ставит спектакли в театрах, в московском Центре детского творчества, ведёт театральный кружок в школе (ЦО «Москва-98 № 1953»), снимается в кинофильмах и телесериалах.
Член Союза кинематографистов России, член Гильдии актёров кино России.

### Семья
Была трижды  замужем.
Третий муж — Юрий Любшин (род. 24 февраля 1955 года), кинооператор, сын актёра Станислава Любшина.
- Дочь — Дарья Любшина (род. 23 декабря 1986 года)[4].
  - Внук — Максим Луран (род. 2019 год).

## Творчество

### Роли в театре

#### Одесский русский драматический театр им. А. Иванова
- «Восемь любящих женщин»
- «Зыковы» М. Горького
- «Репетитор»
- «Укрощение Укротителя»
- «Самозванец»
- «Тихий Дон»
- «Банкрот» А. Н. Островского
- «Миллионерша» Дж. Б. Шоу
- «Клеопатра»
- «Три сестры» А. П. Чехова
- «Я женщина»
- «Загнанная лошадь»

### Режиссёр-постановщик

#### Московский театр на Ордынке
- «Под одной крышей» (Разумовская)

#### Одесский русский драматический театр им. А. Иванова
- «Се ля ви, мой дорогой» (Жан-Жак Брикер, Морис Ласег)
- «Любовь — это страшная сила» Ноэла Кауарда

### Фильмография
- 1972 — Софья Грушко — Надежда
- 1972 — Случайный адрес — Лялька
- 1972 — Корабль влюблённых — Вика
- 1976 — Меня ждут на земле — жена лётчика
- 1977 — Свидетельство о бедности — Галя
- 1977 — Когда рядом мужчина
- 1978 — Маршал революции — комиссар
- 1978 — Артем — подпольщица
- 1978 — Лобо — Лина Стоун
- 1981 — Долгий путь в лабиринте — пассажирка в поезде
- 1982 — Трест, который лопнул (в серии «Коридоры власти») — секретарша
- 1983 — Водоворот — Юля
- 1984 — Любочка — мама Саши
- 1984 — Формула любви — Лоренца[2], спутница графа Калиостро
- 1985 — Поезд вне расписания — Князева, диспетчер
- 1985 — Миллион в брачной корзине — графиня
- 1985 — Дымка
- 1986 — О том, чего не было
- 1986 — Дом отца твоего
- 1986 — Выше Радуги — мать Алика Радуги
- 1988 — Это было прошлым летом — Лена
- 1989 — Фуфло
- 1989 — Свой крест — Дарья Мамедовна
- 1990 — Каминский, московский сыщик (Франция) — Тамара
- 1991 — Группа риска — Дагмара Эммануиловна («Шахиня»)
- 1991 — Женская тюряга — Кама
- 1991 — Изыди!
- 1991 — Мёртвые без погребения, или Охота на крыс
- 1991 — Без правосудия
- 1991 — 7 дней с русской красавицей — администратор гостиницы
- 1992 — Жизнь — женщина
- 1993 — Запах осени[5]
- 1994 — Мсье Робина
- 1994 — День обаятельного человека (короткометражный)
- 1995 — Под знаком Скорпиона — Закревская-Будберг (озвучила Ирина Губанова)
- 1995 — «Кабаре „Маски-шоу“» — мадам бандерша
- 1996 — Любить по-русски 2 — Надеждина
- 1997 — Графиня де Монсоро — герцогиня де Монпансье
- 1999 — Любить по-русски 3: Губернатор — Надеждина, вице-губернатор
- 2001 — Московские окна — Полина Морозова
- 2003 — Лучший город Земли — Полина Морозова
- 2003 — Сыщик без лицензии (телесериал) (фильм 5 «Однажды в юбилей») — Нина
- 2007 — Взрослая жизнь девчонки Полины Субботиной — Галина Фёдоровна, завуч
- 2008 — Две судьбы-4 — Регина Станиславовна
- 2009 — Разлучница — Лидия Григорьевна, мать Валерия
- 2009 — Круиз — тётя София
- 2009 — Колдовская любовь 2 (Легенды колдовской любви) — Щекочиха
- 2009 — Гоголь. Ближайший — Луиза Виельгорская
- 2010 — Классные мужики — жена мэра
- 2011 — Группа счастья (5-7 серии) — Зинаида Петровна, директор интерната
- 2012 — Мосгаз — врач в психбольнице
- 2012 — Грач — Антонина Васильевна Охлопкова
- 2013 — Коммунальный детектив — Октябрина Марковна
- 2013 — Четвёртый пассажир — Татьяна Петровна, учительница
- 2015 — Дневник свекрови — Гертрауд
- 2017 — Перепутанные — Ирина Владимировна Кобрина, старшая медсестра
- 2018 — Земля (короткометражный)

### Режиссёр кино
- 1991 — Похороны на втором этаже

## Награды и признание
- 1979 — Заслуженная артистка Украинской ССР.
- 1994 — Лауреат премии за лучшую женскую роль на международном фестивале в г. Рига.